# Silvano Arieti
Silvano Arieti (geboren 28. Juni 1914 in Pisa; gestorben 8. Juli 1981 in New York) war ein italienisch-amerikanischer Psychiater, Psychoanalytiker und Hochschullehrer. Er wurde allem für seine Beträge zur  Schizophrenie bekannt.

## Leben
Silvano Arieti wurde in Pisa in eine jüdische Familie geboren, sein Vater und sein Großvater waren beide Ärzte. In Pisa besuchte er die Schule. Nach der Maturità studierte an der Universität Pisa und schloss das Studium der Medizin 1938 mit der Promotion ab. Zunehmende Diskriminierung aufgrund der antijüdische Rassengesetze veranlassten Arieti in die USA zu migrieren.
Am New York State Psychiatric Institute and Hospital wurde er Stipendiat und konnte 1941 eine Stelle als Assistenzarzt am Pilgrim State Hospital in West Brentwood antreten. Dort arbeitete er zuerst als Neurologe, sein Interesse galt aber ab Anfang der 1950er Jahre der Psychiatrie. Ab 1941 absolvierte er eine Ausbildung als Psychoanalytiker am William Alanson White Institute.
Ab 1953 war Arieti Assistenz-Professur am State University of New York (New York Medical College), bis er 1961 den Lehrstuhl für klinische Psychiatrie übernahm.
Arieti publizierte das mehrbändige Standardwerk American Handbook of Psychiatry seit 1959. Seine Abhandlung Interpretation of Schizophrenia (1955) wurde 1975 mit dem National Book Award in Science ausgezeichnet. Arietis wissenschaftliches Werk beschäftigt sich vor allem mit der Schizophrenie. Er war zeitweise Ausbildungsleiter und Präsident der William Alanson White Psychoanalytic Society. Zudem war er Herausgeber mehrerer Zeitschriften und fungierte als Präsident der Society of Medical Psychoanalysts und der American Academy of Psychoanalysis.
Gegen Ende seines Lebens verfasste Arieti mehrere Werke für eine breitere Leserschaft.  Mit seinem Sohn James veröffentlichte er ein Werk über Liebe und Bindung Love can be found (1977). In Abraham and the Contemporary Mind  (1981) wandte er sich jüdischen Themen zu.
Der Roman The Parnas,  A scene from the Holocaust (1979) erzählt die Geschichte des Mordes an dem jüdischen Gemeindepräsidenten Abramo Giuseppe Pardo Roques 1944 in Pisa durch deutsche Soldaten. Pardo Roques und Arieti waren in Pisa miteinander bekannt.
Arieti lebte zuletzt mit seiner Frau  Marianne in Manhattan (New York City). Das Paar hatte zwei Söhne, den Altphilologen James Arieti und den Umweltforscher David Arieti.

## Werke
- Interpretation of schizophrenia. Brunner, New York 1955.
- American handbook of psychiatry. Basic Books, New York 1955–1966.
- The intrapsychic self  Feeling, cognition and creativity in health and mental illness. Basic Books, New York 1967.
- The Will To Be Human. Quadrangle Books [Dtsch  Der Wille zur Menschlichkeit  Stuttgart: Klett 1976], New York 1972.
- Creativity  The magic synthesis. Basic Books, New York 1976.
- S. Arieti und James Arieti: Love can be found  A guide to the most desired and most elusive emotion. Harcourt, Brace, Jovanovich, New York 1977.
- S. Arieti und mit J  Bemporad: Severe and Mild Depression  The psychotherapeutic approach. Basic Books, New York 1978. [Dtsch : S  Arieti, J  Bemporad: Depression  Krankheitsbild, Entstehung, Dynamik und psychotherapeutische Behandlung  Stuttgart: Klett-Cotta 1983]
- On Schizophrenia, Phobias, Depression, Psychotherapy, and the Farther Shores of Psychiatry  Selected Papers of Silvano Arieti. Brunner & Mazel, New York 1978.
- Understanding and helping the schizophrenic. Basis Books, New York 1979.  [Dtsch : Schizophrenie  Ursachen, Verlauf, Therapie  Hilfen für Betroffene  München: Pieper 1985]
- The Parnas,  A scene from the Holocaust. Paul Dry Books, Philadelphia 1979.
- Abraham and the Contemporary Mind. Basic Books, New York 1981.